# Monte San Biagio
Monte San Biagio es un municipio italiano situado en la provincia de Latina, en el Lazio. Tiene una población estimada, a fines de marzo de 2024, de 6036 habitantes.

## Evolución demográfica
| Gráfica de evolución demográfica de Monte San Biagio entre 1861 y 2024 |
|                                                                        |
| Fuente: ISTAT - Elaboración gráfica de Wikipedia                       |

## Ciudades hermanadas
- Saint-Romain-le-Puy
- Übersee